# ساموس
ساموس (به یونانی: Σάμος) جزیره‌ای است یونانی در شرق دریای اژه، جنوب خیوس و شمال پاتموس و دودکانز. این جزیره در سواحل آسیای صغیر واقع شده‌است. تنگهٔ میکال (به عرض ۱٫۶ کیلومتر) بین این جزیره و ساحل قرار گرفته‌است.

## نگارخانه

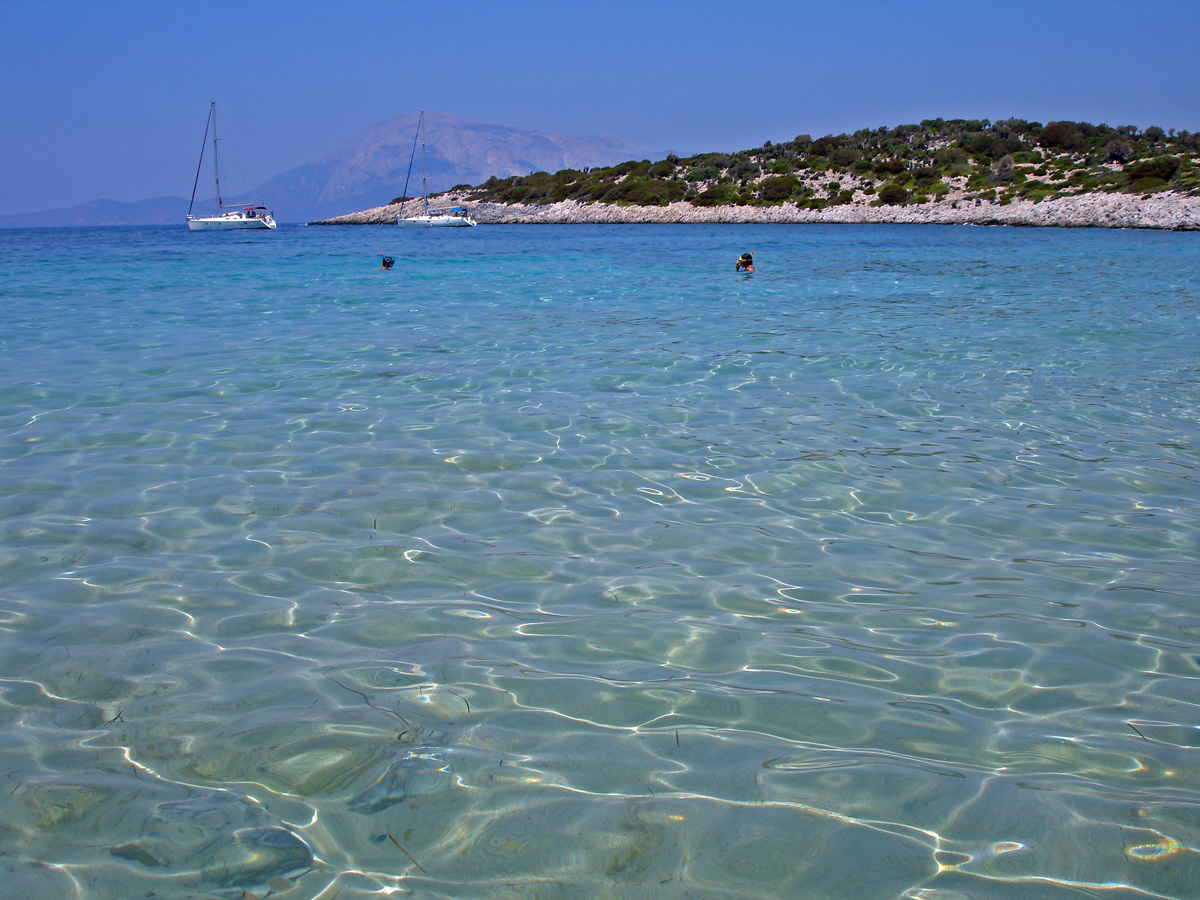
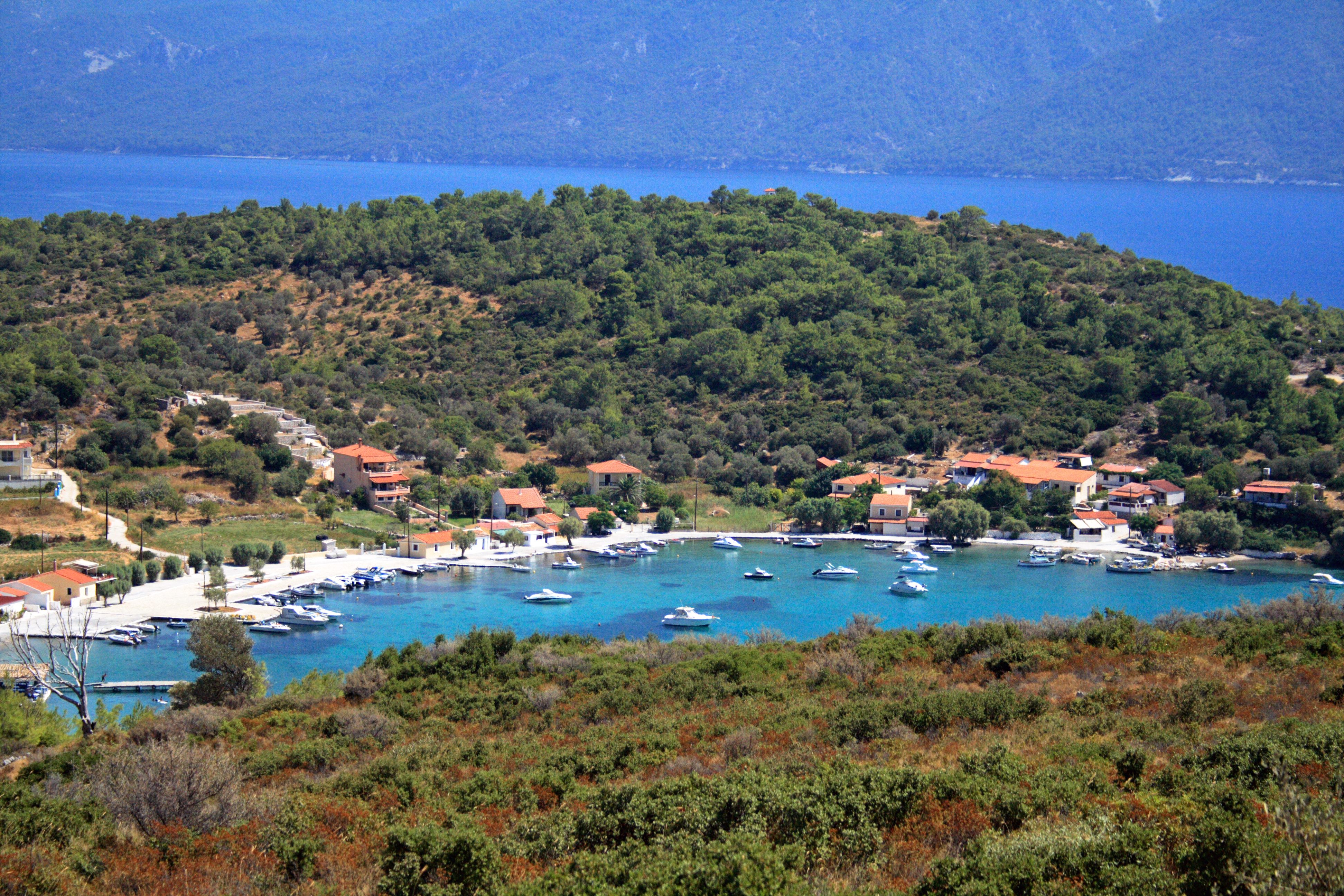